# Ромил Римский
Роми́л (др.-греч. Ρωμύλος; лат. Romulus, † ок. 117) — раннехристианский мученик.
Согласно Синаксарю Константинопольской церкви Ромил занимал высокую должность при дворе римского императора Траяна, он был препозитом цезаря. В начале Ромил был мучителем христиан. Траян послал Ромила в Галлию, чтобы он принуждал воинов Римской армии поклоняться языческим богам. Воины-христиане отказались выполнять приказ императора приносить жертвы идолам. За это император христиан-воинов, в количестве 11 000 человек, с позором отправил в ссылку в Армению. В Мелитене воины были казнены императором. Видя жестокость императора и мужество воинов, умерших за Христа, Ромил раскаялся и перед императором исповедовал себя христианином. По приказу императора Ромила пытали, а затем обезглавили. В Синаксаре Константинопольской церкви о Ромиле и Евдоксии рассказывается в одной главе, но оговорено о том, что они жили в разное время.
В Минологии Василия II помещено объединённое сказание о святых, живших в разные века: Ромила, убитого во II веке Траяном; и Евдоксия, убитого в IV век Диоклетианом. Смешение житей произошло вероятно из-за совпадения дня их памяти. В Минологии Василия II помещено изображение Ромила вместе с Евдоксием.